# プルダルメゾー
プルダルメゾー （Ploudalmézeau、ブルトン語:Gwitalmeze）は、フランス、ブルターニュ地域圏、フィニステール県のコミューン。

## 地理

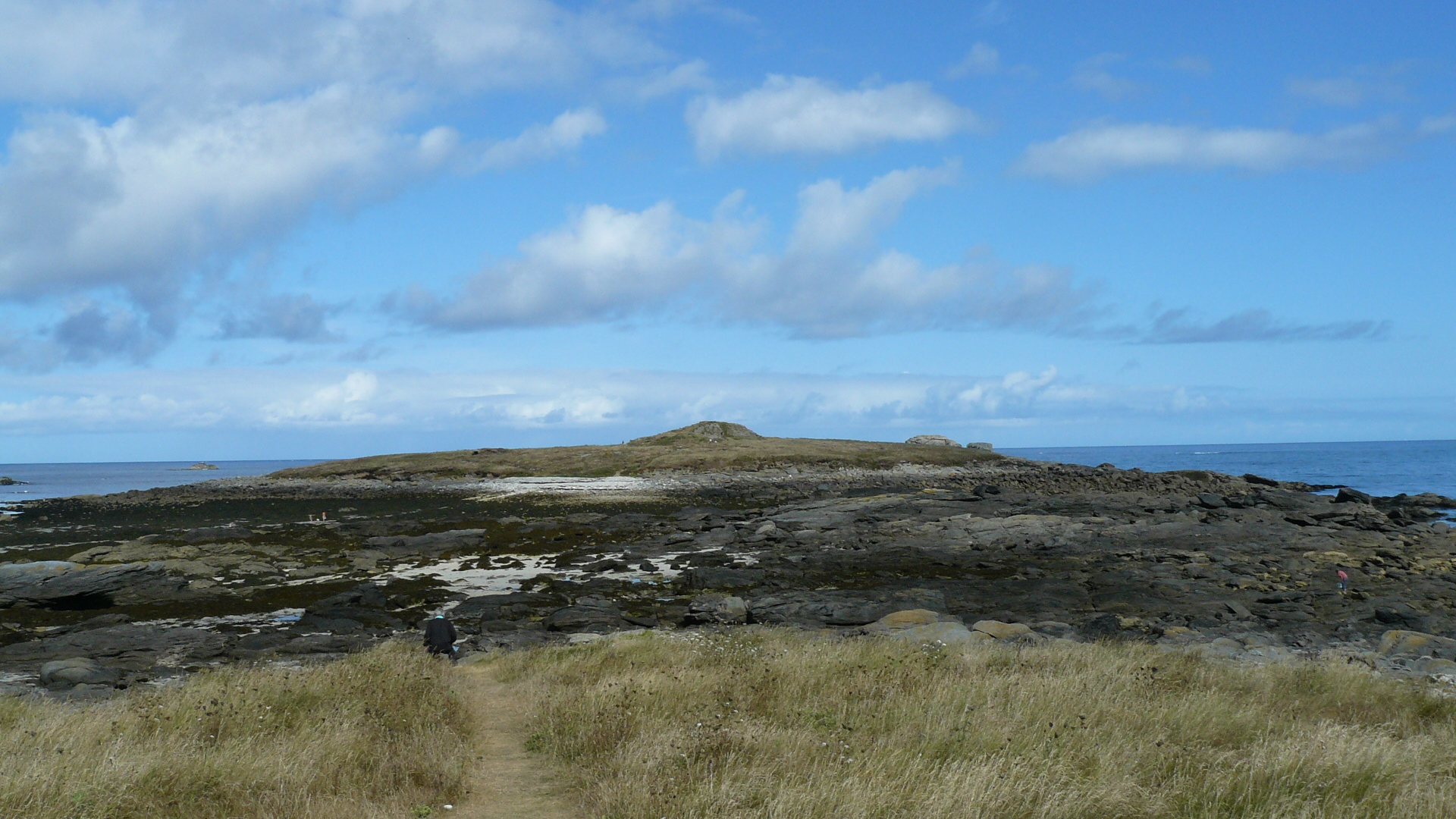
カルン島

コミューンとしてのプルダルメゾーの特徴は、2つの中心地、東のプルダルメゾーと西のポルサルがあることである。2つの町は4kmの距離がある。ポルサルは2kmの長さのリアス式海岸（現地ではアベール、aberと呼ぶ）近くにある。南側のアベール・イルデュ、西のアベール・ブノワとアベール・ヴラクと比較すると幅も狭く長さが短いため、『小さなアベール』という意味のAberigの名で知られている。
海岸に隣接するという地理的な特徴から、これまで歴史を通じて人口のほとんどは農業か、漁業のみならず海藻を収穫するという海洋資源を利用する仕事に従事してきた。
海岸は花崗岩質の、ギザギザした岩がちな風景である。岩礁や小島が多くて航行を困難にさせている。ポルサルとポール・グエンの小さな入江は、気まぐれな潮の影響を受ける海峡へ往来が可能な、停泊地となっている。
ポルサル沖合にあるカルン島は、干潮になると往来が可能になる。この小島には新石器時代のケアンが存在する。

## 歴史

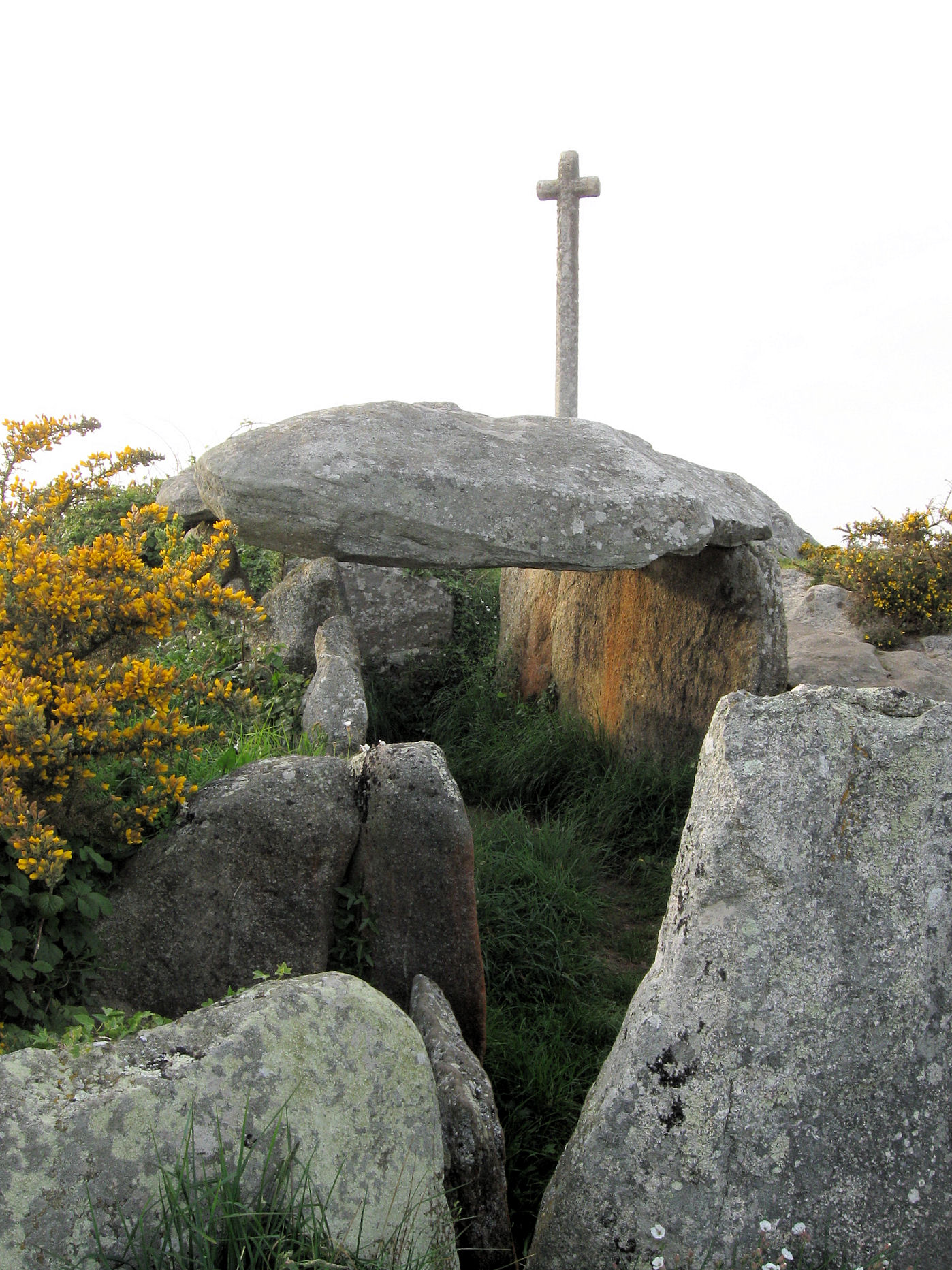
ギリギーのドルメン

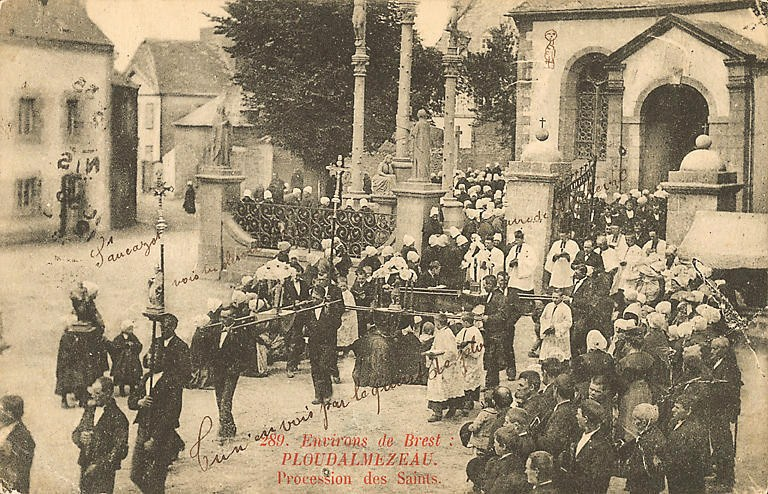
1908年に撮影された礼拝行進

プルダルメゾーは、かつては原始キリスト教の教区であり、教区にはプルダルメゾーの他にサン＝パビュ、ランポール＝プルダルメゾーが含まれていた。歴史家アルテュール・ド・ラ・ボードリーによれば、ポルサルでは517年代、Ar Marc'h Du（黒馬）という名の岩があった。そこは、ブリテン諸島からやってきた聖ポル・オレリアンが最初にヨーロッパ大陸に降り立った地点であるという。彼はそこにPloutemedou教区（ラテン語でPlebs talmedonia）を創設した。聖ポル・オレリアンは長くこの地方にとどまり、Lanna Paulé（現在のランポール＝プルダルメゾー）という庵に暮らしたという。
最初の教区の中心は、現在の町の南側にあった。当時の中心地であるGuitalmézé-Coz集落は、レオン司教区に属していた。教区の移転は1544年以前に行われている。
16世紀のプルダルメゾーはレオン司教区に属し、ブレストとサン＝ルナンを管轄するセネシャルが治めていた。
プルダルメゾーのサンテロワ礼拝堂では、昔から『ウマのパルドン』が行われていた。サンテロワのパルドンでは、人々は泉から流れ出る水を飛び越えるのだった。この「流れる水を飛び越える」行為はサンテロワの跳躍（Lamm Sant-Alar）と呼ばれ、豊穣と多産の祈りを表したものだった。
フランス革命は当初好意的に受け止められた。確かに、主任司祭のゴレ師も、1790年にレオン司教座とコルヌアイユ司教座が統合してカンペール＝レオン司教座が成立した1790年、カンペールの憲法司教選挙を主宰していた。しかし、宗教上の疑念がすぐに時代の雰囲気を毒するようになった。1793年3月の30万人の蜂起は、欧州の君主制からの脅威に対抗するため決定し、レオン司教座内での蜂起の一部に加わった。したがって、プルダルメゾーは反乱を起こしたレオン司教区側に属した。プルダルメゾーの首長であったフランソワ・バルビエは逮捕され、1794年4月にブレストでギロチン刑に処された。
プルダルメゾーの戦死者慰霊碑には、197人のフランスのために命を捧げた者（fr）の名が刻まれている。1人は1914年にフランス領モロッコで、143人は第一次世界大戦で、48人は第二次世界大戦で、3人は第一次インドシナ戦争で、2人が朝鮮戦争で戦死している。
第二次世界大戦中、イギリス空軍の爆撃機ハンプデンが1941年7月24日、プルダルメゾーのル・サヌーという土地に墜落し、3人の兵士が死亡した。彼らはプルダルメゾーの墓地に埋葬された。2人の兵士が負傷したもののパラシュート降下で助かり、ドイツ軍の捕虜となった。
1943年4月5日、ブレスト空襲後のイギリス空軍爆撃機が、帰路の途中にギパヴァの飛行場から飛び立ったドイツ空軍機の攻撃にあった。イギリスのヴェンチュラ機2機がイギリス海峡で墜落し、3機目もイギリスのポートリース空軍基地帰還を目前にして墜落した。4機目はプルダルメゾーのレストレオネに墜落した。レストレオネで戦死した1人のイギリス兵と3人のカナダ兵はプルダルメゾーの墓地に埋葬された。ドイツの爆撃機もこの戦いで犠牲者を出した。
1978年3月16日、ポルサル沖合で232,182トンの原油を積んだ大型タンカーのアモコ・カディス号が難破し、最悪の原油流出事故となった。

## 人口統計
| 1962年 | 1968年 | 1975年 | 1982年 | 1990年 | 1999年 | 2006年 | 2010年 |
| ------ | ------ | ------ | ------ | ------ | ------ | ------ | ------ |
| 4190   | 4297   | 4464   | 4771   | 4874   | 4994   | 5831   | 6301   |

プルダルメゾーの人口増減グラフ

参照元:1999年までEHESS、2000年以降INSEE

## 出身者
- ディディエ・スキバン（fr） - ジャズ・ピアニスト